# Duintaailing
De duintaailing (Marasmius epodius) is een schimmel behorend tot de familie Marasmiaceae. Hij is gekleurd paddenstoeltje dat opvallend vaak voorkomt op konijnenkeutels in het duinzand. Hij groeit mogelijk parasitair op dode grasresten.  

## Kenmerken

### Uiterlijke kenmerken
Hoed
De hoed heeft een diameter van 5 tot 15 mm. De kleur is vaal okergeel of jong geel wittig.
Lamellen
De lamellen zijn lichtgeel en hebben een donker randje. 
Steel
De steel is 15 tot 40 lang en 0,2 tot 1 mm dik. De structuur is glad. De kleur is wit aan de top en verloopt naar donker roodbruin aan de voet.

### Microscopische kenmerken
De sporen zijn qua vorm half-cilindrisch tot traanvormig. Ze meten (12-)16-22(-24) × (3-)3,5-4,5(-6) µm. De cheilocystidia zijn voorzien van een bezemachtige rand.

## Verspreiding
In Nederland komt hij matig algemeen voor. Hij staat op de rode lijst in de categorie 'Bedreigd' .